# Текстильщик (футбольный клуб, Иваново)
«Тексти́льщик» — российский футбольный клуб из города Иваново. Основан в 1937 году. Домашний стадион — «Текстильщик». В качестве спортивной базы клуба заявлен ивановский стадион «Локомотив».

## История

### Ранний период: от истоков до первого чемпионата СССР
История футбола в Иванове берёт начало в 1909 году, когда в Иваново-Вознесенске прошли первые документально зафиксированные организованные матчи. В 1912 году, одновременно с образованием Всероссийского футбольного союза, сборная города провела свой первый матч, разгромив команду из соседней Кохмы со счётом 21:0.
В 1920-е годы футбольные коллективы активно создавались на базе текстильных фабрик. В 1923 году сборная Иваново-Вознесенска участвовала в футбольном турнире в рамках I Всесоюзного праздника физкультуры в Москве, который считается неофициальным предшественником чемпионатов СССР. В 1/8 финала команда уступила сборной Москвы со счётом 0:7.
К концу 1920-х — началу 1930-х годов ивановский футбол приобрёл широкую известность в стране. Город принимал международные матчи с рабочими командами из Латвии, Финляндии, Норвегии, Англии и Германии. Признанием высокого уровня местной футбольной школы стало включение шести ивановских игроков в первый в истории список «33 лучших футболистов СССР» в 1933 году; большее представительство было только у Москвы. Знаковым событием стала победа над национальной сборной Турции 3 августа 1933 года. Турецкая команда, проводившая турне по СССР, до этого победила сборную Союза, сыграла вничью в Ленинграде и уступила Москве. В решающем матче в Иванове на стадионе «Динамо» (ныне «Текстильщик») в присутствии 30 000 зрителей хозяева победили со счётом 7:3. Костяк сборной города составляли игроки местного «Динамо», усиленного ведущими футболистами из других городов страны. В том же году в неофициальном матче за звание сильнейшей команды страны сборная Иваново уступила Москве 3:4.
В 1934 году Иваново принимало финальный этап 10-го чемпионата РСФСР, где местная команда заняла второе место, уступив в финале сборной Воронежа. Годом позже ивановцы дошли до полуфинала чемпионата СССР. К 1936 году состав команды ослаб, и в первом чемпионате СССР среди клубов ивановская команда участия не принимала. Лидирующие позиции в городе перешли от «Динамо» к «Спартаку».

### Становление в советских лигах (1937—1957)
В 1937 году «Спартак» впервые представил Иваново на всесоюзной арене. Играющий тренер Андро Жордания сформировал сильный состав, вернув из московского «Спартака» Алексея Ерёмина и Бориса Щиброва и пригласив игроков из других городов. В дебютном чемпионате СССР команда заняла первое место в группе «Д».
С 1938 по 1940 год команда выступала под названием «Основа». В 1940 году она одержала победу в Кубке РСФСР, обыграв в финале московское «Торпедо» со счётом 4:2.
После Великой Отечественной войны команда возобновила выступления в чемпионатах СССР. В 1946 году она называлась «Динамо», а с 1947 года получила имя «Красное знамя». В 1950 году клуб был включён в класс «Б» реорганизованного чемпионата СССР. В 1952 году команду вновь возглавил Андро Жордания, под руководством которого в 1953 году, выступая под временным названием «Знамя», клуб добился одного из высших достижений в своей истории. Команда победила в своей подгруппе класса «Б», но в финальном турнире заняла 4-е место из 6, уступив право на повышение в классе командам Минска, Горького и Донецка.

### «Текстильщик»: взлёты и падения (1958—1991)
В 1958 году команда получила своё современное название — «Текстильщик». На протяжении 1950-х клуб стабильно выступал в классе «Б». В 1963 и 1964 годах ивановцы дважды подряд занимали первое место в своей подгруппе и со второй попытки вышли во вторую группу класса «А» (аналог современной Первой лиги).
В период с 1965 по 1974 год «Текстильщик» выступал во втором по силе дивизионе советского футбола. Дебютный 1965 год стал одним из самых успешных: команда заняла 1-е место в подгруппе и 4-е в финальном турнире за выход в высшую лигу. В 1966 году — 2-е место в подгруппе и 5-е итоговое. Лучшим результатом в первой лиге стало 7-е место из 22 команд в 1971 году.
В 1974 году, заняв последнее, 20-е место, «Текстильщик» покинул первую лигу. В последующие годы клуб был одним из лидеров второй лиги и в 1982 году смог вернуться в первый дивизион, но лишь на один сезон. В 1984 году команда стала финалистом Кубка РСФСР, а в 1986 году завоевала Кубок РСФСР для команд второй лиги, обыграв в финале рубцовское «Торпедо» (1:0 в гостях и 5:1 дома). В 1982 и 1987 годах клуб становился серебряным и бронзовым призёром чемпионата РСФСР соответственно. В последнем чемпионате СССР «Текстильщик» занял 2-е место в зоне второй лиги и вернулся в первую лигу.

### Российский период (1992—2006)
В 1992 и 1993 годах «Текстильщик» выступал в западной зоне первой российской лиги, а с 1994 года — во второй лиге. Из-за финансовых проблем клуб не смог заявиться на сезон 1999 года и впервые в послевоенной истории лишился статуса команды мастеров. В 1999—2000 годах город представлял ФК «Иваново» в третьем дивизионе (зона «Золотое кольцо»). В профессиональном футболе престиж области поддерживал «Спартак-Телеком» из Шуи, где играли многие бывшие футболисты «Текстильщика».
В 2001 году ивановская команда вернула историческое название «Текстильщик» и продолжила выступления в любительской лиге. В 2002 году, заняв третье место в зоне «Золотое кольцо», клуб получил право вернуться во второй дивизион, так как команды «Ратмир» (Тверь) и «Обнинск», занявшие первые два места, не смогли заявиться по финансовым причинам.
В 2003 году «Текстильщик» занял 14-е место в зоне «Запад» второго дивизиона. По окончании сезона было принято решение об объединении ивановского «Текстильщика» и шуйского «Спартака-Телеком». По словам главного тренера шуйской команды Александра Саитова, это был единственный способ «сохранить ивановский футбол на профессиональном поле». Новый клуб получил название «Текстильщик-Телеком». Объединённая команда, состоявшая преимущественно из местных воспитанников, показала хорошие результаты: 4-е место в 2004 году и 7-е в 2005-м.

### 2006—2020
В 2006 году из-за финансовых проблем команда не смогла отправиться ни на один южный сбор, проводя подготовку в Иванове и Шуе. В «Урал» перешёл один из ведущих игроков клуба — Александр Щаницин. Из-за реконструкции домашнего стадиона в течение всего сезона команде пришлось выступать на стадионе «Труд» в Шуе при небольшом количестве болельщиков. Тем не менее, сезон оказался успешным: «Текстильщик-Телеком» под руководством Владимира Белкова занял первое место в зоне «Запад» второго дивизиона, выдав беспроигрышную серию в 18 матчей и получил право выступать в первом дивизионе в 2007 году.
На пост главного тренера команды был приглашён Анатолий Давыдов, который более чем наполовину обновил состав команды. Старт сезона, из-за неготовности ивановских стадионов, пришлось проводить за пределами области. Четыре домашних матча состоялись в Химках и два — в Костроме. В результате начальный отрезок первенства клуб провёл неудачно. С возвращением в Иваново — на стадион «Локомотив» — к красно-чёрным пришёл успех. Клуб покинул зону вылета и показывал стабильную и результативную игру. Однако во втором круге «Текстильщик-Телеком» снова попал в череду неудач. После серии провальных матчей (в их числе крупнейшее поражение в истории клуба — 0:7 «Алании») Анатолий Давыдов за месяц до окончания сезона покинул команду, когда надежд на сохранение прописки в Первом дивизионе практически не осталось. Руководить командой в оставшихся матчах пришлось Юрию Ермакову, у которого уже не было возможности спасти положение. В итоге — 20-е место и «Текстильщик-Телеком» вернулся во Второй дивизион.
Вместе с Давыдовым клуб покинули и все призванные им игроки. Юрию Ермакову, оставшемуся у руля команды в 2008 году, пришлось практически на пустом месте создавать новую команду. Футболисты отправились лишь на один предсезонный сбор, но создать конкурентоспособную команду не получилось. Финансовые проблемы, оставшиеся после предыдущего сезона, практически до последнего дня не давали уверенности в том, что клуб сможет сохранить профессиональный статус. В результате команда заняла лишь предпоследнее, 18-е место в турнире.
В 2009 году «Текстильщик» вернулся на реконструированный стадион. Главным тренером команды был назначен Михаил Александров. Как и годом ранее, в команду были привлечён ряд молодых воспитанников ивановского футбола. Несмотря на усиление команды по сравнению с предыдущим сезоном, «Текстильщик» не смог улучшить свои позиции: итоговое 17-е место.
В начале 2010 года в клуб вернулся ряд ивановских игроков, выступавшие в последние годы в других клубах: Виталий Пугин из костромского «Спартака», Андрей Бубчиков из череповецкой «Шексны» Александр Зернов из нижегородской «Волги». На пост главного тренера был приглашён Владимир Зиновьев. После отлично проведённых сборов без единого поражения и двух побед в стартовых матчах первенства на выезде команда провела ряд неудачных матчей и упала на дно турнирной таблицы. В результате в начале июня Владимир Зиновьев подал в отставку — главным тренером был назначен его помощник Александр Гущин. По итогам 2010 года команда заняла 16-е место.
В 2011-м году командой продолжил руководить Александр Гущин. Перед началом сезона команда укрепилась рядом новых футболистов. По сравнению с началом 2010 года, команда практически полностью обновилась. Испытав ряд неудач на старте турнира, в мае команда сыгралась и уже в июне демонстрировала зрелищный атакующий футбол, который позволил «Текстильщик» провести длинную победную серию и выйти в 1/32 финала Кубка России. В какой-то момент «Текстильщик» лидировал в зоне, однако по итогам Первенства 2011—2012 гг. занял 3-е место.
Летом 2012 года новым главным тренером команды был назначен Дмитрий Парфёнов. Под его руководством команда повторила успех и заняла в сезоне 2012—2013 гг. 3 место. В сезоне 2013-14 ивановцы в упорной борьбе с «Тосно» остановились в шаге от победы в зоне. Летом 2015 года Дмитрий Парфёнов покинул пост главного тренера и перешёл на аналогичную должность в «Тосно». В конце августа на пост наставника команды был назначен Равиль Сабитов. В сезоне 2018—2019 команда смогла за тур до финиша занять 1-е место в зоне «Запад» ПФЛ, обыграв ФК «Коломна» и оставив на 2-м месте клуб «Казанка», фарм-клуб московского «Локомотива», и тем самым завоевав путёвку в ФНЛ на сезон 2019-2020.

### с 2020
В 2021 году в СМИ появилась информация, что «Текстильщик» стал фактически фарм-клубом московского ЦСКА. В сентябре 2021 в «Текстильщик» после закрытия трансферного окна был заявлен Вадим Карпов, после ещё 3 игрока ЦСКА были предоставлены в клуб на правах аренды с 100 % компенсацией зарплаты от ЦСКА. Приобретённый ЦСКА нападающий из Мали Лассана́ Н’Диайе не отыграв ни одной игры за армейцев сразу отправился в аренду в «Текстильщик», где сыграл 13 матчей и забил 2 мяча, а затем был отправлен в аренду в чемпионат Болгарии. Также анонсирован приход в клуб в качестве главного тренера Андрея Аксёнова, который работает в системе армейцев с 2007 года.

## Результаты по сезонам

### Первенство и кубок России
| Сезон   | Лига                              | Место | Примечание                   |
| ------- | --------------------------------- | ----- | ---------------------------- |
| 1992    | Первая лига, зона «Запад»         | 15    |                              |
| 1993    | Первая лига, зона «Запад»         | 17    | Выбывание во вторую лигу     |
| 1994    | Вторая лига, зона «Запад»         | 4     |                              |
| 1995    | Вторая лига, зона «Центр»         | 5     |                              |
| 1996    | Вторая лига, зона «Центр»         | 11    |                              |
| 1997    | Вторая лига, зона «Центр»         | 13    |                              |
| 1998    | Второй дивизион, зона «Центр»     | 16    | Исключение из ПФЛ            |
| 1999    | КФК, зона «Золотое Кольцо»        | 7     |                              |
| 2000    | КФК, зона «Золотое Кольцо»        | 11    |                              |
| 2001    | КФК, зона «Золотое Кольцо»        | 3     |                              |
| 2002    | КФК, зона «Золотое Кольцо»        | 3     | Переход во второй дивизион   |
| 2003    | Второй дивизион, зона «Запад»     | 14    |                              |
| 2004    | Второй дивизион, зона «Запад»     | 4     |                              |
| 2005    | Второй дивизион, зона «Запад»     | 7     |                              |
| 2006    | Второй дивизион, зона «Запад»     | 1     | Выход в первый дивизион      |
| 2007    | Первый дивизион                   | 20    | Выбывание во второй дивизион |
| 2008    | Второй дивизион, зона «Запад»     | 18    |                              |
| 2009    | Второй дивизион, зона «Запад»     | 17    |                              |
| 2010    | Второй дивизион, зона «Запад»     | 16    |                              |
| 2011/12 | Второй дивизион, зона «Запад»     | 3     |                              |
| 2012/13 | Второй дивизион, зона «Запад»     | 3     |                              |
| 2013/14 | ПФЛ, зона «Запад»                 | 2     |                              |
| 2014/15 | ПФЛ, зона «Запад»                 | 5     |                              |
| 2015/16 | ПФЛ, зона «Запад»                 | 4     |                              |
| 2016/17 | ПФЛ, зона «Запад»                 | 3     |                              |
| 2017/18 | ПФЛ, зона «Запад»                 | 2     |                              |
| 2018/19 | ПФЛ, зона «Запад»                 | 1     | Выход в ФНЛ                  |
| 2019/20 | ФНЛ                               | 18    |                              |
| 2020/21 | ФНЛ                               | 15    |                              |
| 2021/22 | Первый дивизион                   | 20    | Выбывание во вторую лигу     |
| 2022/23 | Вторая лига, группа 2             | 4     | Выход в дивизион «А»         |
| 2023/24 | Вторая лига «А», группа «серебро» | 5     |                              |
| 2023/24 | Вторая лига «А», группа «серебро» | 2     | Выход в группу «золото»      |

| Сезон   | Результат               |
| ------- | ----------------------- |
| 1992/93 | 1/16                    |
| 1993/94 | 1/64                    |
| 1994/95 | 1/64                    |
| 1995/96 | 1/16                    |
| 1996/97 | 1/128                   |
| 1997/98 | 1/32                    |
| 1998/99 | 1/128                   |
|         |                         |
| 2003/04 | 1/512                   |
| 2004/05 | 1/256                   |
| 2005/06 | 1/256                   |
| 2006/07 | 1/256                   |
| 2007/08 | 1/32                    |
| 2008/09 | 1/256                   |
| 2009/10 | 1/128                   |
| 2010/11 | 1/128                   |
| 2011/12 | 1/32                    |
| 2012/13 | 1/64                    |
| 2013/14 | 1/64                    |
| 2014/15 | 1/32                    |
| 2015/16 | 1/256                   |
| 2016/17 | 1/32                    |
| 2017/18 | 1/64                    |
| 2018/19 | 1/32                    |
| 2019/20 | 1/32                    |
| 2020/21 | элитный групповой раунд |
| 2021/22 | 1/64                    |
| 2022/23 | 4-й раунд               |
| 2023/24 | 4-й раунд               |
| 2024/25 | 3-й раунд               |

### Достижения
| Соревнование                     | Достижение   | Год                             |
| Чемпионат РСФСР                  | -е место     | 1934, 1981                      |
|                                  | -е место (2) | 1964, 1987                      |
| Группа «Д»                       | -е место     | 1937                            |
| Кубок РСФСР                      | Победитель   | 1940, 1986                      |
|                                  | финалист     | 1984                            |
| Вторая лига СССР (зон. турнир)   | -е место (2) | 1981, 1982                      |
|                                  | -е место     | 1979                            |
| Вторая низшая лига               | -е место     | 1991                            |
|                                  | -е место     | 1990                            |
| КФК                              | -е место (2) | 2001, 2002                      |
| Кубок Золотое кольцо             | Победитель   | 2001                            |
| Второй дивизион / Первенство ПФЛ | -е место (2) | 2006, 2018/2019                 |
|                                  | -е место (2) | 2013/2014, 2017/2018            |
|                                  | -е место (3) | 2011/2012, 2012/2013, 2016/2017 |

## Прежние названия

Футбольное поле стадиона «Текстильщик»

| Название              | Период     |
| «Спартак»             | 1937—1939  |
| «Основа»              | 1939—1943  |
| «Динамо»              | 1944—1946  |
| «Красное знамя»       | 1947—1952  |
| «Знамя»               | 1953       |
| «Красное знамя»       | 1954—1957  |
| «Текстильщик»         | 1957—1998  |
| «Иваново»             | 1999—2000  |
| «ТекстильщикЪ»        | 2001—2002  |
| «Текстильщик»         | 2003       |
| «Текстильщик-Телеком» | 2004—2007  |
| «Текстильщик»         | 2008—н. в. |

## Талисман Ванёк

Ванёк

Талисманом ФК «Текстильщик» является кукла-парень Ванёк.
Ванёк поддерживает ивановскую команду с 2022 года. Ванёк — это дворовый хулиганистый пацан — улыбчивый, в кепке, руки в карманах и, конечно, страстный и верный болельщик «Текстильщика». По задумке, одеждой он напоминает английских рабочих начала XX века. Имя персонажа соответствует названию города, что подчёркивает близость к региону.

## Рекордсмены клуба
| По количеству сыгранных игр | Эмблема |
| Футболист                   | Игр     |
| 1 Александр Гущин           | 489     |
| 2 Юрий Пьянов               | 476     |
| 3 Владимир Савинов          | 439     |
| 4 Виктор Иванов             | 432     |
| 5 Анатолий Ильин            | 380     |
| 6 Владимир Бакшин           | 372     |
| 7 Николай Сухов             | 369     |
| 8 Сергей Тимофеев           | 366     |
| 9 Александр Шуляков         | 349     |
| 10 Юрий Ермаков             | 323     |

| Бомбардиры          | Эмблема |
| Футболист           | Голов   |
| 1 Анатолий Ильин    | 154     |
| 2 Юрий Криволапов   | 129     |
| 3 Игорь Тихонов     | 100     |
| 4 Николай Сухов     | 94      |
| 5 Сергей Веньков    | 88      |
| 6 Юрий Пьянов       | 73      |
| 7 Геннадий Пухов    | 63      |
| 8 Павел Мазурин     | 60      |
| 9 Александр Шуляков | 51      |
| 10 Александр Зернов | 50      |

## Сотрудники клуба

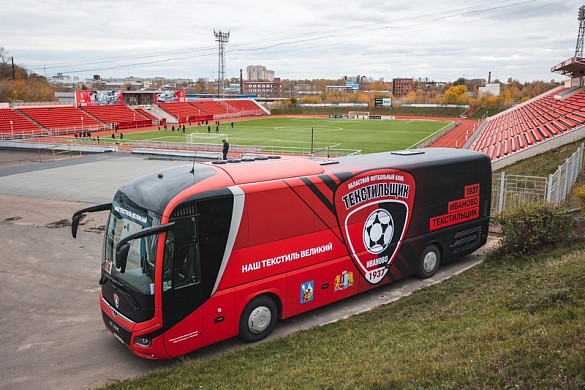
Фирменный автобус ФК «Текстильщик» Иваново

Согласно официальному сайту клуба
| Главный тренер                      | Дмитрий Кириченко | Флаг России | 17 января 1977 (48 лет)   |
| Тренер                              | Антон Рогочий     | Флаг России | 23 января 1982 (43 года)  |
| Тренер                              | Игорь Тихонов     | Флаг России | 13 декабря 1969 (55 лет)  |
| Тренер вратарей                     | Андрей Романов    | Флаг России | 4 августа 1980 (45 лет)   |
| Аналитик                            | Александр Щаницин | Флаг России | 2 сентября 1984 (40 лет)  |
| Врач                                | Эмиль Гольдин     | Флаг России | 9 июля 1992 (33 года)     |
| Массажист                           | Николай Болотов   | Флаг России | 11 мая 1955 (70 лет)      |
| Массажист                           | Илья Китаев       | Флаг России | 30 июля 1985 (40 лет)     |
| Администрация                       |                   |             |                           |
| Генеральный директор                | Александр Гущин   | Флаг России | 16 мая 1966 (59 лет)      |
| Спортивный директор                 | Сергей Шумейко    | Флаг России | 17 февраля 1993 (32 года) |
| Вице-президент                      | Дмитрий Шелякин   | Флаг России | 25 января 1983 (42 года)  |
| Почётный президент                  | Юрий Ермаков      | Флаг России | 12 июля 1962 (63 года)    |
| Начальник команды                   | Андрей Хрипков    | Флаг России | 30 июня 1990 (35 лет)     |
| Администратор                       | Андрей Минвалиев  | Флаг России | 3 ноября 1975 (49 лет)    |
| Пресс-атташе                        | Максим Паутов     | Флаг России | 10 июня 1989 (36 лет)     |
| Специалист по безопасности          | Роман Плаксин     | Флаг России | 8 января 1978 (47 лет)    |
| Специалист по работе с болельщиками | Михаил Копытов    | Флаг России | 10 января 1978 (47 лет)   |

## Текущий состав
| 16 | Флаг России | Вр  | Савелий Ермолин     | 2008 |  |  |  |  |  |
| 51 | Флаг России | Вр  | Александр Рябинкин  | 2004 |  |  |  |  |  |
| 85 | Флаг России | Вр  | Денис Давыдов       | 2004 |  |  |  |  |  |
|    |             |     |                     |      |  |  |  |  |  |
| 5  | Флаг России | Защ | Андрей Евдокимов    | 1999 |  |  |  |  |  |
| 21 | Флаг России | Защ | Андрей Хитяев       | 2000 |  |  |  |  |  |
| 23 | Флаг России | Защ | Никита Чистяков     | 2000 |  |  |  |  |  |
| 26 | Флаг России | Защ | Илья Клементьев     | 1998 |  |  |  |  |  |
| 65 | Флаг России | Защ | Александр Ярцев     | 2001 |  |  |  |  |  |
| 76 | Флаг России | Защ | Евгений Стешин      | 1992 |  |  |  |  |  |
| 91 | Флаг России | Защ | Данила Калин        | 2002 |  |  |  |  |  |
|    |             |     |                     |      |  |  |  |  |  |
| 3  | Флаг России | ПЗ  | Максим Поляков      | 1999 |  |  |  |  |  |
| 7  | Флаг России | ПЗ  | Муслим Бамматгереев | 1996 |  |  |  |  |  |

| 9  | Флаг России | ПЗ  | Владимир Азаров   | 1994 |  |  |  |  |  |
| 10 | Флаг России | ПЗ  | Даур Квеквескири  | 1998 |  |  |  |  |  |
| 17 | Флаг России | ПЗ  | Никита Козловский | 1997 |  |  |  |  |  |
| 19 | Флаг России | ПЗ  | Максим Носков     | 2003 |  |  |  |  |  |
| 69 | Флаг России | ПЗ  | Данил Аносов      | 2005 |  |  |  |  |  |
| 79 | Флаг России | ПЗ  | Дмитрий Кудрык    | 2005 |  |  |  |  |  |
| 88 | Флаг России | ПЗ  | Владислав Тюрин   | 2000 |  |  |  |  |  |
|    |             |     |                   |      |  |  |  |  |  |
| 11 | Флаг России | Нап | Тимур Мелекесцев  | 2001 |  |  |  |  |  |
| 30 | Флаг России | Нап | Магомед Рамазанов | 2004 |  |  |  |  |  |
| 80 | Флаг России | Нап | Фёдор Фенин       | 2005 |  |  |  |  |  |
| 99 | Флаг России | Нап | Евгений Татаринов | 1999 |  |  |  |  |  |

## Трансферы

### Сезон 2025/26 (лето)

#### Пришли
| Поз. | Игрок              | Прежний клуб            |
| ---- | ------------------ | ----------------------- |
| Вр   | Денис Давыдов      | Форте (Таганрог)        |
| Вр   | Савелий Ермолин    | Текстильщик-м (Иваново) |
| Защ  | Андрей Евдокимов   | Чайка (Песчанокопское)  |
| Защ  | Андрей Хитяев      | Химик (Дзержинск)       |
| ПЗ   | Данил Аносов       | Сочи-2 (Сочи)           |
| ПЗ   | Муслим Баматгереев | Чайка (Песчанокопское)  |
| ПЗ   | Владислав Тюрин    | Ротор (Волгоград)       |
| Нап  | Тимур Мелекесцев   | Форте (Таганрог)        |
| Нап  | Евгений Татаринов  | Сибирь (Новосибирск)    |

#### Ушли
| Поз. | Игрок               | Новый клуб                |
| ---- | ------------------- | ------------------------- |
| Вр   | Александр Григорьев | Ростов-2 (Ростов-на-Дону) |
| Защ  | Александр Елисеев   | Сибирь (Новосибирск)      |
| Защ  | Илья Детёнышев      | Калуга (Калуга)           |
| Защ  | Глеб Захаров        | Свободный агент           |
| ПЗ   | Пётр Володкин       | Свободный агент           |
| ПЗ   | Олег Калугин        | Свободный агент           |
| ПЗ   | Иван Мацигура       | Свободный агент           |
| ПЗ   | Артём Самсонов      | Свободный агент           |
| ПЗ   | Иван Селеменев      | Машук-КМВ (Пятигорск)     |
| Нап  | Матвей Ивахнов      | Муром (Муром)             |
| Нап  | Алексей Скворцов    | Сибирь (Новосибирск)      |
| Нап  | Артём Барханов      | Иглтекс (Иваново)         |

* В аренду 

** Окончание аренды 

## Экипировка и спонсоры
| Период     | Производитель формы |
| ---------- | ------------------- |
| 1994—1998  | Reebok              |
| 2003       | Diadora             |
| 2004—2009  | Adidas              |
| 2009—2010  | Nike                |
| 2010—2017  | Adidas              |
| 2017—2020  | Nike                |
| 2020—2022  | Jako                |
| 2022—2023  | 2K Sport            |
| 2023—2024  | Macron              |
| 2024—н. в. | Jako                |

| Период     | Титульный спонсор  |
| ---------- | ------------------ |
| 2004—2007  | ЦентрТелеком       |
| 2014—2022  | Ivash-ka.ru        |
| 2022—2024  | Ивановская область |
| 2025—н. в. | Garpix             |

## Президенты
| Президент          | Период    |
| Юрий Трофимов      | 1990—1991 |
| Евгений Иванов     | 1992—1998 |
| Валерий Троеглазов | 1999—2000 |
| Александр Грошев   | 2001—2003 |
| Геннадий Брусенцев | 2004—2006 |
| Сергей Пахомов     | 2006—2014 |
| Анатолий Буров     | 2014—2015 |
| Сергей Зобнин      | 2015—2017 |
| Юрий Ермаков       | с 2017    |

## Главные тренеры
| Главный тренер      | Период    |
| Андро Жордания      | 1937—1941 |
| Пётр Лайко          | 1942—1943 |
| Василий Гречишников | 1945      |
| Александр Опарин    | 1946      |
| Борис Щибров        | 1946      |
| Николай Сентябрёв   | 1946—1950 |
| Сергей Гусев        | 1950      |
| Борис Апухтин       | 1950      |
| Николай Сентябрёв   | 1951      |
| Андро Жордания      | 1952—1954 |
| Рамиз Каричев       | 1955—1956 |
| Николай Сентябрёв   | 1957      |
| Александр Загрецкий | 1958—1959 |
| Михаил Сушков       | 1960—1961 |
| Юрий Забродин       | 1962—1974 |
| Владимир Еремеев    | 1975—1976 |
| Александр Гришин    | 1977—1979 |
| Анатолий Исаев      | 1980—1984 |
| Юрий Пьянов         | 1985—1987 |
| Анатолий Исаев      | 1988      |
| Анатолий Бокатый    | 1989      |
| Владимир Белков     | 1990—1998 |
| Валерий Горнушкин   | 1998      |

| Главный тренер        | Период    |
| Михаил Потапов        | 1999—2002 |
| Михаил Александров    | 2003      |
| Фёдор Гаглоев         | 2003      |
| Юрий Тихомиров        | 2003      |
| Александр Саитов      | 2004      |
| Владимир Белков       | 2005—2006 |
| Анатолий Давыдов      | 2007      |
| Юрий Ермаков          | 2007—2008 |
| Михаил Александров    | 2009      |
| Владимир Зиновьев     | 2010      |
| Александр Гущин       | 2010—2012 |
| Дмитрий Парфёнов      | 2012—2015 |
| Равиль Сабитов        | 2015—2016 |
| Сергей Петров         | 2016—2017 |
| Вадим Евсеев          | 2017      |
| Денис Бояринцев       | 2017—2019 |
| Сергей Павлов         | 2020—2021 |
| Андрей Аксёнов        | 2021—2022 |
| Султан Тазабаев       | 2022      |
| Игорь Колыванов       | 2022—2024 |
| Артур Авакянц (и. о.) | 2024      |
| Дмитрий Кириченко     | с 2024    |

## Принципиальное соперничество
Принципиальный характер носят матчи «Текстильщика» и владимирского «Торпедо». При этом ивановские и владимирские воспитанники нередко играли как за свой клуб, так и за команду соперника.

## Спортшкола
Футбольная школа «Текстильщика» была основана в 1973 году. Первым директором был Геннадий Михайлович Скрипачёв. Он совместно с закончившим карьеру Владимиром Бутовым начал осуществлять тренерскую деятельность.
В 1979 году тем же ДСО «Труд», курировавшим школу, было решено объединить её с другими группами подготовки юных футболистов. История ДЮСШ с именем «Текстильщик» начинается именно с этого года. В 1988 году школа приобрела более высокий статус специализированной детско- юношеской школы олимпийского резерва. В российское время она была переведена на баланс областного бюджета.
С 2004 года СДЮСШ «Текстильщик» возглавляет Василий Владимирович Горощук.

## Сотрудники спортшколы
| Директор               | Василий Горощук    | Флаг России                   | 13 декабря 1961 (63 года)  |
| Заместитель директора  | Игорь Козлов       | Флаг России                   | 30 июня 1962 (63 года)     |
| Заместитель директора  | Сергей Тимофеев    | Флаг России                   | 18 сентября 1970 (54 года) |
| Тренерский штаб        |                    |                               |                            |
| Тренер по вратарям     | Андрей Романов     | Флаг России                   | 4 августа 1980 (45 лет)    |
| Тренер команды 2004 г. | Дмитрий Коржев     | Флаг России                   | 19 октября 1978 (46 лет)   |
| Тренер команды 2005 г. | Михаил Александров | Флаг России                   | 26 августа 1963 (61 год)   |
| Тренер команды 2006 г. | Игорь Козлов       | Флаг России                   | 30 июня 1962 (63 года)     |
| Тренер команды 2007 г. | Михаил Захарченко  | Флаг России                   | 1 февраля 1975 (50 лет)    |
| Тренер команды 2008 г. | Михаил Сафонов     | Флаг России                   | 11 декабря 1966 (58 лет)   |
| Тренер команды 2009 г. | Владимир Попов     | Флаг России · Флаг Казахстана | 9 июня 1953 (72 года)      |
| Тренер команды 2010 г. | Сергей Петров      | Флаг России                   | 22 сентября 1974 (50 лет)  |
| Тренер команды 2011 г. | Руслан Фазлетдинов | Флаг России                   | 1 января 1984 (41 год)     |
| Тренер команды 2012 г. | Виталий Пугин      | Флаг России                   | 19 декабря 1978 (46 лет)   |
| Тренер команды 2013 г. | Виталий Самохвалов | Флаг России                   | 24 мая 1954 (71 год)       |
| Тренер команды 2014 г. | Алексей Филиппов   | Флаг России                   | 10 июня 1973 (52 года)     |
| Тренер команды 2015 г. | Иван Черкасов      | Флаг России                   | 8 февраля 1982 (43 года)   |

### Воспитанники спортшколы в высших лигах (действующие игроки)
| Игрок           | Клуб           | Чемпионат    |
| --------------- | -------------- | ------------ |
| Сергей Песьяков | Крылья Советов | Премьер-Лига |